# اتحادیه آزاد کارگران ایران
اتحادیه آزاد کارگران ایران یک سازمان کارگری ایرانی است که اعضای آن از کارگران قرارداد موقت و دایمی از تمامی بخش‌های تولیدی و خدماتی و صنعتی و کارگران اخراجی و بی‌کار هستند. در آذر ماه ۱۳۸۵ هیئت مؤسس اتحادیه سراسری کارگران اخراجی و بی‌کار با صدور بیانیه‌ای تشکیل این اتحادیه را اعلام نمود.
این تشکل کارگری خود را ظرفی برای رسیدن تمامی کارگران ایران به خواسته‌هایشان می‌داند و هدف آن حصول یک زندگی انسانی مطابق با استانداردها و پیشرفتهای امروزی بشر برای طبقه کارگر است. در اساسنامه این تشکل کارگری آمده است که این اتحادیه تلاش دارد با متشکل کردن کارگران رشته‌های مختلف تولیدی در خود، مبارزات جاری آنان را برای رسیدن به مطالباتشان در یک بعد سراسری متحد و یکپارچه کند.
رهبران این اتحادیه از جمله جعفر عظیم زاده، شاپور احسانی راد، پروین محمدی، جمیل محمدی و جوانمیر مرادی، تاکنون بارها از سوی مقامات امنیتی بخاطر فعالیت‌های صنفی بازداشت و احضار شده‌اند. پایگاه خبری این تشکل کارگری بارها از سوی مقامات فیلتر شده است.
اتحادیه آزاد کارگران ایران در دهه هشتاد خورشیدی مشارکت در انتشار مجله پیام سندیکا (نشریه هفتگی سندیکاهای کارگری) به مدیریت و سردبیری روبرت درویش کرد.
اتحادیه آزاد کارگران ایران در سال ۱۳۹۱ مبتکر جمع‌آوری طومار بیست هزار نفری از کارگران کارخانه‌های مختلف کشور بود که از طریق آن، خطاب به وزیر کار نسبت به میزان دستمزد خود و ناهماهنگی آن با فشار بی‌سابقه تورم در کشور دست به اعتراض کرده بودند. کارگران در این طومار اعتراضی، که با توجه به کثرت معترضین امضاکننده اهمیت و وزن ویژه‌ای دارد، علاوه بر شکایت از دستمزدهای زیر خط فقر، در عین حال به پدیده‌های رایج دیگری در بازار کار، از جمله قراردادهای موقت، عدم پرداخت دستمزدها، بیکارسازی‌ها و رواج ناامنی شغلی نیز اشاره کرده بودند.
این اتحادیه تا پیش از ۳۰ فروردین ۱۳۸۷ اتحادیه سراسری کارگران اخراجی و بی‌کار نام داشت. اتحادیه سراسری کارگران اخراجی و بی‌کار در دومین جلسه مجمع عمومی خود در ۳۰ فروردین ۱۳۸۷ در سنندج، با اعمال اصلاحاتی در اساسنامه‌اش به اتحادیه آزاد کارگران ایران تغییر نام داد.
اتحادیه آزاد کارگران ایران یکی از چهار تشکل کارگری‌ای بود که در ۲۱ بهمن ۱۳۸۸، بیانیه‌ای موسوم به منشور مطالبات حداقلی کارگران ایران صادر کردند.